# Estadio municipal de Arganda
El estadio municipal de Arganda es un estadio multiusos ubicado en la localidad madrileña de Arganda del Rey, España. Fue inaugurado en 1980. Es propiedad del Ayuntamiento de Arganda del Rey, tiene una capacidad de 3.000 espectadores aproximadamente y en el juega la Agrupación Deportiva Arganda, además de ser sede del Club Municipal de Atletismo Arganda. 
Posee terreno de hierba natural con unas dimensiones aproximadas de 105x70 metros, y pista de atletismo de 400 metros, homologada por la Federación de Atletismo de Madrid, donde anualmente se celebran competiciones de ámbito comarcal y autonómico.
En 2009, con el regreso de la A.D. Arganda a Tercera División, el estadio se vio envuelto en una remodelación para cumplir con la normativa de Liga Nacional de Fútbol Profesional sobre seguridad en los estadios, y de paso dotar de gradas la tribuna, acondicionar cabinas de radio, sala de prensa y cabina de TV.

## Ubicación
El Estadio Municipal de Arganda se encuentra en la Avenida de Alcalá, 3. Acceso también por la Avenida de Valdearganda.

## Acceso
Se puede acceder al Estadio por medio del Metro de Madrid, con la línea 9 en la Estación de Arganda del Rey, cuya distancia con el recinto es de 500 metros. También se puede llegar mediante autobús de la empresa Argabus.